# 三氧化二金
三氧化二金（Au2O3），又稱氧化金，是不穩定的氧化物，因為金活性非常小，很容易就會被其他活性比它大的元素搶走氧氣。三氧化二金是呈紅棕色至棕褐色的固体，不溶于水，溶于浓无机酸、冰醋酸和氰化物溶液中，对热不稳定，會在160℃時分解，250 °C时则完全分解为相应的单质（元素）：
{\displaystyle {\rm {2Au_{2}O_{3}\rightarrow 4Au+3O_{2}\,}}}
三氧化二金的水合物也称为氢氧化金(Ⅲ)，是通过含 Au3+ 溶液与碱作用制得的黄棕色沉淀。它有弱酸性，可以溶于浓碱溶液中，生成 [Au(OH)4]−。

## 製備
三氧化二金可藉由將三氯化金與碳酸鈉水溶液混合後再脫水製得：
2 AuCl3 + 3 Na2CO3 + x H2O → Au2O3 ‧ x H2O + 6 NaCl + 3 CO2 ↑
Au2O3 ‧ x H2O → Au2O3 + X H2O ↑
将氢氧化金(Ⅲ)加热到140－150 °C至恒重或在60 °C时用碳酸钠中和氯金酸也可得到三氧化二金。
250 °C和30MPa压力下，在密封石英管中混合加热无定形的含水三氧化二金、高氯酸与碱金属高氯酸盐，便可以製得无水的三氧化二金。